# Dreaming of You (album)
Dreaming of You je šesti in zadnji glasbeni album mehiško-ameriške tejano pop pevke Selene.
Album je prvič izšel 18. avgusta 1995, nato pa je kot del zbirke 20 Years of Music Collection (20 let glasbe) ponovno izšel 24. septembra 2002, vključeval pa je tudi dodatne pesmi, videospote ter dodatni intervju z njeno družino, prijatelji in bivšimi člani njene glasbene skupine, album pa sta izdali založbi EMI Records in EMI Latin.
Album vključuje pesmi v angleščini in španščini, kasnejše izdaje pa so vključevale tudi dance in reggae remikse.
Album vključuje R&B balade in pop pesmi, ki imajo elemente latino glasbe.
S tem, ko je takoj po izidu pristal na prvem mestu lestvice U. S. Billboard 200, saj je že v prvem tednu od izida prodal več kot 330 000 izvodov, je Selena postala prva latino pevka, ki ji je uspelo doseči to, album Dreaming of You pa za albumom HIStory: Past, Present and Future, Book I Michaela Jacksona pa najvišje prvič uvrščeni album na tej lestvici. Na prvi dan od izida je album prodal več kot 175 000 izvodov, kar je rekord za žensko pop pevko. Glasbeni kritiki so albumu dodelili mešane do pozitivne ocene, veliko pa jih je trdilo, da album Dreaming of You ni bil Selenin umetniški vrhunec, medtem pa naj bi bil njen prej najuspešnejši album, Amor Prohibido, bolj dosledno izdan, zaradi česar je bila tudi uvedba učinkovita ter je z njim pokazala, zakaj jo imajo njeni oboževalci tejana tako radi. Album Dreaming of You je doživel velik komercialni uspeh, saj je v prvem letu od izida prodal več kot 2 000 000 izvodov.
Album Dreaming of You je eden izmed najhitreje prodajanih albumov vseh časov, Selena pa je z njim postala ena izmed najhitreje prodajanih ženskih ustvarjalk vseh časov. Julija 1995 je album Dreaming of You pristal med petimi Seleninimi albumi, ki so se uvrstili med prvih deset najbolje prodajanih latino glasbenih albumov na lestvici Billboard Top 50 Latin Albums. Album Dreaming of You je postal tudi najvišje ocenjeni album s pesmimi v španskem jeziku na lestvici Billboard Top Latin Albums.

## Produkcija in izdelava
Potem, ko je podpisal pogodbo z založbo EMI Latin Records, je Jose Behar, bivši vodja založbe Sony Music Latin, želel leta 1989 podpisati pogodbo za večji glasbeni album s Seleno, kar si je Selena želela že več let. Selena je za vodje založbe EMI Records posnela pesmi »Only Love« in »Where Did the Feeling Go?«. Jose Behar je kasneje preklical ponudbo za to, da bi posnela album, saj naj bi Selena zato, da bi prodala več izvodov albuma, potrebovala več oboževalcev. Leta 1993, ko je Selena prejela grammyja v kategoriji za »najboljši mehiško-ameriški album« za album Selena Live!, je Selena podpisala pogodbo z založbo SBK Records in tako pričela s snemanjem svojega prvega albuma z več pesmimi v angleščini. Cilj večjega glasbenega albuma pri založbi EMI Latin Records je bil, da bi Selena dosegla več na trgu s španskimi pesmimi, želeli pa so tudi, da bi Selena v Združenih državah Amerike zaslovela kot samostojna pop glasbenica. Med svojimi intervjuji je Selena povedala, da bo album izšel v letu 1994. Seleno je veliko oboževalcev v intervjujih povprašalo po natančnem datumu izida albuma in potem, ko je izdala album Amor Prohibido, je Selena povedala, da je album z največ angleškimi pesmimi še vedno v izdelavi.

»Album je še vedno v izdelavi, o tem se pogovarjamo že grozno, grozno, grozno dolgo, koliko let že? 3 leta?«

Selena v intervjuju govori o datumu izida svojega albuma z angleškimi pesmimi
Med premorom za kosilo leta 1994 je Selena začela jokati zaradi pritiska novinarjev glede njenega glasbenega albuma, ki nastaja v sodelovanju z Joseom Beharjem. Selena je v mnogih intervjujih povedala, da album bo izšel, nato pa se je utapljala v solzah, ko je trdila, da nima posnete niti ene pesmi za ta album. Izjavo besnega Joseja Beharja, v kateri je povedal, da ima Selena prav, so posredovali EMI Records. Trdil je, da bo Selena s svojo glasbeno skupino Los Dinos »odšla« in si poiskala novo založbo, ki bo bila pripravljena posneti glasbeni album z angleškimi pesmimi za Seleno, česar pa si založba EMI Records ni želela. Pozno leta 1994 je Selena začela s snemanjem prve pesmi za album, »I Could Fall in Love«. Selena je začela sodelovati z različnimi pop glasbenimi producenti, nekateri so bili za svoja dela celo nagrajeni z grammyjem. Pred snemanjem je Selenina sestra Suzette Quintanilla dejala, da je Selena zelo dolgo premišljevala, če pesem zares predstavlja vse, okoli česar se vrti ona sama. Snemalna sesija za album je trajala med letoma 1994 in 1995 v mnogih snemalnih studijih, vključno s snemalnim studijem njenega očeta, Q-Productions v Corpus Christiju, Teksas, snemalnim studijem The Bennett House v Franklinu, Tennessee, snemalnim studijem Bananaboat Studio v Burbanku, Kalifornija, snemalnim studijem Oakshire Recorders v Los Angelesu, Kalifornija, snemalnim studijem Conway Studios v Hollywoodu, Kalifornija, snemalnim studijem Clinton Studios v Clintonu, New York in snemalnim studijem Levosia Entertainment v Los Angelesu, Kalifornija, nekatere pesmi pa so posneli v severnem Hollywoodu, Kalifornija. Producenti in tekstopisci so vključevali tdui glasbenike, kot so Keith Thomas, Trey Lorenz, ki je tudi govornik za založbo Epic Records, Mark Goldenberg, Kit Hain, Guy Roche, Donna Delorey, Diane Warren, Rhett Lawrence, David Byrne, govornik za založbo Luaka Bop Inc., Frane Golde, Tom Snow, Full Force, Brian »Red« Moore, A.B. Quintanilla III, Barrio Boyzz, K.C. Porter, Felipe Bernmejo, Jose Hernandez, Felipe Valdes Leal in, za japonsko izdajo albuma, Rokusuke Ei in Hachidai Nakamura. Pred snemalno sesijo albuma Selenini družini ni bilo dovoljeno producirati pesmi iz albuma, zaradi česar je bila Selena še pod večjim pritiskom glede tega, kdo bo govoril o njenih čustvih in o odločitvah, ki jih je sprejela. Album Dreaming of You je bil prvi Selenin glasbeni album, ki ga je producirala tudi njena družina.
Posnetki iz tega albuma so nekoliko drugačni od njenih drugih pesmi. Pesmi, ki so izšle iz albuma, so bile v glavnem pop pesmi o ljubezni. Selena je za Davida Byrnea napisala gospelsko pesem »God's Child (Baila Conmigo)«, za katero je tudi snemala, njeni vokali pa so bili kasneje uporabljeni v pesmi, ki jo je David Byrne posnel v snemalnem studiju v Cliftonu, New York. Ko je za singl izbrala pesem »Dreaming of You«, sta ji Selenin mož Chris Pérez in njen brat, A.B. Quintanilla III, ki je produciral njeno glasbo, povedala, da jima pesem ni všeč, vendar je Selena kljub temu pesem izbrala kot četrti singl iz albuma. A.B. Quintanilla III je dejal, da od Selenine smrti dalje razume, zakaj je izbrala prav to pesem. Chris Pérez je povedal, da jo je nazadnje vzljubil. Keith Thomas je dejal, da so se vsakič, ko je Selena prišla v snemalni studio, vse oči usmerile v njeno energijo in željo po uspehu, s katero je nasmejala vse. Keith Thomas je dejal tudi, da pevka ni imela nobenega ega. Selena je posnela štiri pesmi 20. januarja 1995, večino pesmi pa je posnela že pozno leta 1994. Selena nikoli ni posnela pesmi »Oh No (I'll Never Fall in Love Again)«, vendar je razkrila načrte zanjo v manjšem intervjuju v španski televizijski oddaji. Pesem »Oh No« je kasneje posnela glasbena skupina njenega brata, Kumbia Kings, in sicer za njihov album, Amor, Familia Y Respeto, izdan 23. marca leta 1999. Skladatelj Keith Thomas je sestavil pesem »I Could Fall In Love«, ki pa ni bila nikoli dokončana, vendar so jo nameravali izdati kot drugi singl iz albuma, druge načrte za pesem pa je Keith Thomas razkril, ko se je pojavil v A&E-jevi oddaji o Seleninem življenju in smrti, Biography.

## Sestava

### Glasbeni stil in besedila
Ko je Selena podpisala pogodbo z založbama EMI Records in EMI Latin, so predstavniki le-teh založb želeli, da ne bi več prepevala tejanske in latino-pop glasbe, temveč več popa in R&B-ja. V knjižici, priloženi zraven albuma, piše tudi, da je Selena v albumu prikazala nagonsko sposobnost, pri kateri gre za strast in razpoloženje na različne načine in podala primer prve polovice albuma, ki je »zasenčil Seleno samo, saj je bil odet v zapeljive mezzo zvoke ter počasne izpovedi, kot so 'I Could Fall in Love', 'Missing My Baby' in naslovna pesem.« Selena je na pesmi »I Could Fall in Love« eksperimentirala z nežnim rockom, popom in R&B-jem, podobno pa je naredila tudi s pesmijo »Captive Heart«, samo, da je pri njej uporabila hitrejši rock in dodala določene elemente electropop glasbe. Pesem »I Could Fall in Love« govori o Seleni in njenem prijateljskem razmerju z nekim moškim, ki pa ne ve, da se je zaljubila vanj. Trudi se, da bi sledila svojemu srcu in ga prepričala v partnersko zvezo, vendar se sprašuje, če bo lahko tudi on ljubil njo, zaradi česar se nazadnje odloči, da mu ne bo povedala, da je zaljubljena vanj. Pesem »Captive Heart« govori o ženski [Seleni], ki jo je očaral in začel kontrolirati njen partner, in ki je v resni zvezi z njim, vendar se želi znebiti svojih čustev.
Pri ustvarjanju pesmi »I'm Getting Used to You« je Selena eksperimentirala z različnimi podzvrstmi popa, govori pa o razmerju, na katerega protagonistka pesmi ni navajena, vendar je prepričana, da to osebo potrebuje v svojem življenju. Pesem govori tudi o partnerju, ki se je premislil glede ljubezni in o tem, kako protagonistka spozna, kaj njen partner vidi na njej. David Byrne je najprej posnel lastne vokale za pesem »God's Child (Baila Conmigo)« v New Yorku, kasneje pa je projekt dokončala Selena, saj je posnela svoj španski prevod pesmi v Teksasu. David Byrne trdi, da pesem govori o »dveh mladih transvestitih«, ki sta nekoč živela v New Yorkju. Pri pesmi je uporabljen gospelski pop, preden Selena začne peti pa je tudi veliko poudarka na bobnih. Pri pesmi »Dreaming of You« je Selena uporabila pop in R&B glasbene zvrsti. Pesem govori o dekletu, ki je ponoči samo, medtem ko že vsi spijo, razmišlja o svojem partnerju in njunem razmerju. Pesem postane bolj čustvena, ko se dekle začne počutiti zapuščeno in se sprašuje, če njen partner ve, da razmišlja o njem, pravi pa tudi, da ima, ko jo pogleda globoko v oči, občutek, da mu je vseeno zanjo. Dekle se nazadnje odloči, da bo kljub temu še naprej neskončno dolgo sanjalo o njem.
Originalno bi moral album vsebovati več pesmi v angleščini, ki bi jih morali posneti v jutranjih urah 31. marca 1995. V času, ko bi morala Selena priti v snemalni studio svojega očeta in s svojim bratom posneti pesem »Oh No (I'll Never Fall in Love Again)«, je pevko nepričakovano ustrelila njena najboljša prijateljica in uslužbenka v njenih butikih, Yolanda Saldivar. Izdelovanje albuma so začasno prekinili, dokler se ni ob reakciji na Selenino smrt založba EMI Records odločila, da bodo album dokončali in ga nazadnje tudi izdali, medtem pa je založba že ponovno izdala Selenine najslavnejše projekte, za katere so v glavnem posneli dance in reggae remikse.

### Fotografije
Za album niso posneli nobenih fotografij, saj je Selena umrla, ko je bil album še v izdelavi. Založbi EMI Records in EMI Latin sta izbrali fotografijo pevke, ki jo je Maurice Rinaldi posnel leta 1994, in sicer za njen album z uspešnicami, 12 Super Exitos. Umetniško direkcijo sta vodila Jose Behar in Barbie Insua. Fotografijo so tudi obrezali tako, da se ujema z okvirjem za sliko iz osemnajstega stoletja, ki je objavljen na desni strani originalne izdaje albuma, poleg slike, zraven katere piše »Selena«, pa je tudi ilustracija nje kot angela nad zvezdami, kar tudi opisuje glavni pomen pesmi »Dreaming of You«. Ameriška izdaja albuma je za umetnostno oblikovanje uporabila bel papir, ki je prekrit z raznimi madeži, zaradi česar naj bi vse skupaj nakazovalo na staro zgodbo. Znotraj knjižice sta objavljeni tudi kratka in dolga verzija njenega življenjepisa, ki ju je napisal John Lannert. V knjižico so vključili tudi besedila vseh španskih pesmi, prevedena v angleščino. Na koncu knjižice je bilo objavljeno sporočilo, namenjeno oboževalcem, ki je sporočalo, da lahko začnejo zbirati Selenino uradno trgovsko blago. Japonska verzija albuma in njena umetnostna direkcija sta bili podobni ameriški, le da je bila knjižica izdana v trdi in mehki vezavi. Življenjepis in besedila pesmi so bili prevedeni v japonščino, podobno pa je bilo tudi s korejsko izdajo albuma.

#### Uporaba stilov
Čez knjižico, priloženo ob zgoščenki, lahko Selenini oboževalci opazijo stare miniaturne bronaste replike z balerino, kitaro, krono, vklenjeno srce in dve roki. Oboje, album in singli, so izšli pod novim logotipom »Selena«, samo da je bil logotip pri albumu rdeč, pri singlih pa so zanj uporabili zlato barvo. Pri logotipu so njeno ime napisali v različnih pisavah.
S svojim slovesom s seboj vzameš še moje srce— iz zadnje strani albuma Dreaming of You
Pri singlu »Como La Flor«, eni izmed Seleninih najslavnejših pesmi, so uporabili bolj slikovito besedilo, ki je bilo objavljeno na zadnji strani knjižice, priložene k zgoščenki albuma. Španski verz je bil napisan z rdečo barvo, medtem ko so pod njim s pisavo Arial izpisali še angleški prevod. Večina besedil je napisano v stari angleški pisavi.
Vsi singli in album, razen »El Toro Relajo«, so izšli preko zgoščenke. Za logotip pesmi »El Toro Relajo« so uporabili staro angleško pisavo z zlatimi in rdečimi črkami, črka »S« pa je bila obkrožena z besedami, ki se jih ni dalo prebrati, saj so se prepletale druga z drugo, poleg tega pa so bile na besedah videne določene packe črnila. Vsi singli so imeli za naslovnico enako sliko, kot album sam, samo z nekaj manjšimi razlikami. Slike so pri singlih večinoma obkrožali okvirji iz dvajsetega stoletja z znamenji razpadanja. Naslovnica singla »I'm Getting Used To You« je bila enaka naslovnici albuma sami. Na zadnji strani in v notranji strani ob izdaji singla je bil prikazan majhen del papirja, ki je bil ob robovih nekoliko zažgan. Singl »El Toro Relajo«, ki je izšel tudi samostojno preko zgoščenke, je imel na zadnji strani svoje samostojne izdaje objavljeno fotografijo Selene (iz enakega slikanja), njeno celo ime, napisano v stari angleški pisavi in besedi »zlata voda« (»golden water«), ki sta se izpisali zraven črke »L«. Zraven singla »Captive Heart« so objavili tudi fotografijo rožnatega »poljuba«, znamenja zraven pa postajajo čedalje bolj bleda. To je edini singl, zraven katerega niso izpisali Seleninega celega imena, temveč samo črko »S«. Nekatere slike (slika z naslovnice je enaka sliki na naslovnici singla »I'm Getting Used to You«) so bile posnete na Seleninem snemanju fotografij za promoviranje albuma Amor Prohibido. Med slike pri albumu so vključili tudi fotografijo s ključavnico v obliki srca, ki je bila objavljena tudi v albumovi knjižici. Naslovnica za singl »God's Child (Baila Conmigo)« je popolnoma enaka naslovnici albuma, vendar je za razliko od albuma pri singlu »God's Child (Baila Conmigo)« v ozadju opažena vijolična barva.

## Izid
Delo na albumu so po Selenini smrti 31. marca 1995 za nekaj časa prekinili. Selena je pred tem povedala, da bo album izšel v letu 1994, vendar je v tistem času izšel njen album s španskimi pesmimi, Amor Prohibido. V intervjujih so jo novinarji in njeni oboževalci spraševali, kdaj bo izšel njen večji album z angleškimi pesmimi, vendar na ta vprašanja ni nikoli odgovorila. Jose Behar, ki je bil vodja založb Sony Music Latin in EMI Latin, je založbi EMI Records povedal, da bodo Selena in njena glasbena skupina, Los Dinos, »odšli« in si poiskali drugo glasbeno založbo, ki bo pripravljena s Seleno posneti večji album z angleškimi pesmimi. To je pomagalo pospešiti večino odločitev založbe EMI Records glede albuma Dreaming of You. Kot je povedala Selena v intervjuju 20. januarja 1995, so album nameravali uradno izdati nekje v juliju tistega leta. Tri mesece kasneje, po odzivih na Selenino smrt, sta založbi EMI Records in and EMI Latin skupaj izdali album Dreaming of You 18. julija 1995. Album je kmalu dosegel prvo mesto na lestvici U.S. Billboard 200, saj je prodal več kot 331 000 izvodov v prvem tednu od izida in tako iz lestvice spravil soundtrack filma Pokahontas in takratni album Michaela Jacksona. Vodja založbe EMI Latin je menil, da bo album v prvem tednu od izida prodal okoli 700 000 izvodov, saj Billboard zgoščenk z albumom ni prodajal v trgovinah s popustom ali majhnih prodajalnah, specializiranih za latinsko glasbo. Ko je album s strani glasbenih kritikov prejel v glavnem pozitivne kritike, je pristal na prvem mestu lestvic Billboard Latin Albums in Billboard Latin Pop Albums ter na lestvicah samih ostal skoraj dvesto tednov.
Album je bil prodajan v več kot petnajstih različnih državah po vsem svetu. V mesecih, ki so sledili izidu albuma, je Selena postala bolje poznana po pesmih »Dreaming of You« in »I Could Fall in Love«, ki sta na raznih lestvicah in radijih, kjer so predvajali pesmi v angleščini, doživeli velik uspeh, še posebno na radijih z glasbeno zvrstjo adult contemporary. Album Dreaming of You je samo v Teksasu prodal pol milijona izvodov. Album je bil petintridesetkrat nagrajen s platinasto certifikacijo s strani organizacije Recording Industry Association of America za več kot 3.500.000 prodanih izvodov v prvem letu od izida.
V roku desetih mesecev po izdaji je album Dreaming of You prejel trikratno platinasto certifikacijo. Revija Billboard je singla »I Could Fall in Love« in »Dreaming of You« postavila na prvo in drugo mesto njihove lestvice »Billboardovih štirideset najboljših pesmi«. Ob izidu albuma je založba EMI Latin Records trgovinam potem, ko je album prodal že 2 milijona izvodov, poslala še dodatnih 500 000 izvodov, zaradi česar so se manjše trgovine, kot na primer Abdelsayed's Counterfeit Factory in manjša glasbena trgovina v Providenceu, Rhode Island, znašle pod pritiskom oboževalcem mehiške glasbe, ki so ukradli več kot 35 000 izvodov raznih albumov, večinoma Seleninega albuma Dreaming of You. Tatove je policija kasneje našla in jih aretirala zaradi zločina. Album je prejel tudi naziv »najuspešnejšega latinskega albuma« od albuma Julija Iglesiasa, 1100 Bel Air Place, prvega latinskega glasbenega albuma s pesmimi v angleščini.
Julija 1995 je album Dreaming of You postal eden izmed petih Seleninih albumov, ki so pristali med prvimi desetimi albumi na lestvici Billboard Top 50 Latin Albums, kjer je ta album dosegel prvo mesto. Album sam je do danes dosegel več dosežkov na lestvicah, med drugim je postal prvi glasbeni album z večino španskih pesmi, ki se je uvrstil na prvo mesto glasbene lestvice Billboard 200 in s tem Selena prva latinska glasbenica, ki ji je to uspelo. Dve leti po Selenini smrti sta albuma Dreaming of You in Siempre Selena zasedla tretje in četrto mesto na lestvici Billboard Top 50 Latin Albums. Album Dreaming of You je v Kanadi za 50 000 prodanih izvodov prejel zlato certifikacijo.

### Singli
Založba EMI Latin je izdala glavni singl iz albuma, »Dreaming of You«, 14. avgusta 1995. Pesem je zasedla deveto mesto na lestvicah U.S. Billboard Hot Singles Recurrents in U.S. Billboard Latin Pop Airplay. Singl se je na lestvicah v večini držav, kjer je izšel, uvrstil med prvih deset ali dvajset pesmi na lestvici. 28. avgusta tistega leta je izšla tudi pesem »Techno Cumbia«, ki je dobila naziv B-strani pesmi »Dreaming of You«, z dodatnimi remiksi. Pesem »I Could Fall in Love« je postala drugi uradni singl iz albuma in je izšla 17. oktobra 1995, istega dne pa sta založbi tudi ponovno izdali singl »Tú Sólo Tú«. Pesem »I Could Fall in Love« je zasedla drugo mesto na lestvici U.S. Billboard Hot Latin Tracks, singl pa se je uvrstil tudi med prvih deset ali dvajset pesmi v drugih državah ter zasedel deseto mesto na lestvici New Zealand Album Charts 22. oktobra 1995, kjer je ostal še osem mesecev. Pesem je postala tudi »najvišje uvrščeni singl v angleščini« na lestvici Hot Latin Tracks.
Pesem »I'm Getting Used To You« je, ko je izšla 26. novembra 1995, postala četrti singl iz albuma in takoj po izidu zasedla sedmo mesto na lestvici U.S. Billboard Bubbling Under Hot 100 Singles v večini drugih držav, kjer je izšla, pa se je uvrstila med prvih dvajset pesmi na lestvici. Pesem »El Toro Relajo« je postal prvi singl iz albuma, ki je kot singl 24. decembra 1995 izšel samo v Mehiki, v Združenih državah Amerike pa je izšel kot promocijski singl. Singl se je uvrstil na štirinajsto mesto lestvice U.S. Billboard Latin Regional Mexican Airplay in med prvih dvajset pesmi na lestvici Billboard Hot Latin Tracks. Pesem »Sukiyaki« je postal prvi singl iz albuma, ki je 8. januarja 1996 izšel samo na Japonskem, kjer je nasledil singla »Dreaming of You« in »I Could Fall in Love«. Singla »God's Child (Baila Conmigo)« in »Captive Heart« sta izšla samo v Združenem kraljestvu, in sicer na začetku januarja 1996. Ta dva singla sta postala zadnja singla iz albuma. Pesem »Tú Sólo Tú« je leta 1996 prejela nagrado Tejano Music Award v kategoriji za »pesem leta«, medtem ko je pesem »I Could Fall in Love« prejela nagrado Tejano Music Award za »tejansko sodelovanje leta«. Ob petnajsti obletnici Selenine smrti je Popmatters dejal, da so še največji oboževalci angleške glasbe, ki ne poznajo Seleninega imena, že slišali za uspešnice, kot sta »Dreaming of You« in »I Could Fall in Love«, saj se pesmi spominjajo iz časov, ko so bile popularne, ali pa jih celo še vedno poslušajo. Singla »Dreaming of You« in »I Could Fall in Love« sta si prislužila naziv »najbolje prodajanih singlov«, ki ju je izdala založba EMI Records v prvem četrtletju leta 2005. Ob koncu tedna 9. aprila tistega leta sta se pesmi ponovno pričeli pojavljati na vrhu lestvic.

## Kritični sprejem
Nekateri glasbeni kritiki, ki so ocenjevali album Dreaming of You, so menili, da sta si producenta Keith Thomas in Guy Roche Seleno zamislila kot dance-pop divo, podobno pop ustvarjalcem, kot sta Janet Jackson in Mariah Carey, le da bi imela nekoliko več latino pridiha. Na spletni strani Allmusic so napisali, da se je večina Američanov s Seleno prvič seznanila ob njenem umoru in da je album Dreaming of You tudi prvi rekord, ki ga je Selena postavila. Spletna stran Allmusic je objavila tudi, da so angleške pesmi precej drugačne od španskih in da bi bil album Dreaming of You lahko še uspešnejši, če bi Selena še živela.
Dreaming of You bi bil še uspešnejši, če bi še živela, vendar še vedno ostaja prepričljiv - in ganljiv - dokaz o njenih talentih.— Stephen Thomas Erlewine, Allmusic
Novinar revije Entertainment Weekly, David Browne, se je pritoževal, ker je album prejel naziv najhitreje prodajanega posthumno izdanega glasbenega albuma vseh časov. David Browne je dejal, da je »resnica« nenadzorovana in da se Seleno lahko najde v njenih starih uspešnicah, remiksih in pesmih iz soundtrackov, ki dopolnjujejo album, ne pa na albumu samemu. David Browne je menil, da je Selena pri prepevanju od tradicionalnih balad do tropskih fantazij obudila poželenje in strast, nekaj, za kar je menil, da primankuje pesmim, ki jih je posnela v angleščini. David Browne je v oceni napisal, da se mu je pesem »God's Child (Baila Conmigo)« zdela igriv duet v galopu, ki prikaže, kaj bi lahko pravi producenti z manj komercialno zadevo naredili s Seleninimi »na žalost nedočakanimi sanjami o večjem projektu.« Novinar revije Billboard je napisal, da je album Dreaming of You označil Selenin odcep od zanjo značilne tejanske glasbe k bolj klasični angleški pop glasbi. V članku revije Vibe so objavili, da je bil album kratek povzetek njenih kumbijsko obarvanih projektov, izpopolnjen britki vpogled v tejansko glasbo, saj pevka nikoli ni dočakala njegovega izida. Revija Vibe je izrazila tudi žalost ob Selenini tragični smrti, ko so napisali, da »skoraj ne moreš poslušati te preklete stvari«, ne da bi se spomnil na pevkino smrt.

## Seznam pesmi
| Standardna verzija | Standardna verzija                                                  | Standardna verzija                    | Standardna verzija |
| Št.                | Naslov                                                              | Pisec                                 | Dolžina            |
| ------------------ | ------------------------------------------------------------------- | ------------------------------------- | ------------------ |
| 1.                 | „I Could Fall in Love‟                                              | Keith Thomas                          | 4:41               |
| 2.                 | „Captive Heart‟                                                     | Mark Goldenberg, Kit Hain             | 4:23               |
| 3.                 | „I'm Getting Used to You‟                                           | Diane Warren                          | 4:03               |
| 4.                 | „God's Child (Baila Conmigo)‟ (featuring David Byrne)               | Selena Quintanilla, David Byrne       | 4:15               |
| 5.                 | „Dreaming of You‟                                                   | Franne Golde, Tom Snow                | 5:14               |
| 6.                 | „Missing My Baby‟                                                   | A. B. Quintanilla III                 | 4:13               |
| 7.                 | „Amor Prohibido‟                                                    | A. B. Quintanilla III, Pete Astudillo | 2:55               |
| 8.                 | „Wherever You Are (Donde Quiera Que Estés)‟ (skupaj z Barrio Boyzz) | K. C. Porter, Miguel Flores           | 4:29               |
| 9.                 | „Techno Cumbia‟                                                     | A.B. Quintanilla III, Pete Astudillo  | 4:44               |
| 10.                | „El Toro Relajo‟                                                    | Felipe Bermejo                        | 2:20               |
| 11.                | „Como La Flor‟                                                      | A. B. Quintanilla III, Pete Astudillo | 3:04               |
| 12.                | „Tú Sólo Tú‟                                                        | Felipe Valdés Leal                    | 3:12               |
| 13.                | „Bidi Bidi Bom Bom‟                                                 | Selena Quintanilla, Pete Astudillo    | 3:41               |
| Skupna dolžina:    | Skupna dolžina:                                                     | Skupna dolžina:                       | 49:14              |

| Japonska verzija | Japonska verzija | Japonska verzija                                                       | Japonska verzija |
| Št.              | Naslov           | Pisec                                                                  | Dolžina          |
| ---------------- | ---------------- | ---------------------------------------------------------------------- | ---------------- |
| 14.              | „Sukiyaki‟       | Rokusuke Ei, Hachidai Nakamura, Abraham Quintanilla Jr, Pete Astudillo | 3:11             |
| Skupna dolžina:  | Skupna dolžina:  | Skupna dolžina:                                                        | 52:25            |

| Verzija, izdana ob prireditvi »20 let glasbe« (»20 Years of Music«) | Verzija, izdana ob prireditvi »20 let glasbe« (»20 Years of Music«)                                                     | Verzija, izdana ob prireditvi »20 let glasbe« (»20 Years of Music«) | Verzija, izdana ob prireditvi »20 let glasbe« (»20 Years of Music«) |
| Št.                                                                 | Naslov | Pisec                                                               | Dolžina                                                             |
| ------------------------------------------------------------------- | --- | ------------------------------------------------------------------- | ------------------------------------------------------------------- |
| 14.                                                                 | „Spoken Liner Notes‟ (govori Selenine družine, njenih prijateljev in članov njene glasbene skupine, Selena y Los Dinos) | Brian »Red« Moore                                                   | 17:35                                                               |
| 15.                                                                 | „Dreaming of You‟ (videospot)                                                                                           | Franne Golde, Tom Snow                                              | 5:24                                                                |

## Ostali ustvarjalci
Zasluge, navedene v knjižici, priloženi zgoščenki albuma.
- Selena Quintanilla-Pérez (glavna in spremljevalna vokalistka, skladateljica in ideal)
- Keith Thomas (skladatelj, producent)
- David Byrne (skladatelj, kitara, harmonika, tolkala)
- Kit Hain (skladatelj)
- Tom Snow (skladatelj)
- Pete Astudillo (skladatelj)
- Franne Golde (skladatelj)
- Mark Goldenberg (skladatelj)
- Diane Warren (skladateljica)
- K.C. Porter (skladatelj, inženir)
- Felipe Valdés Leal (skladatelj)
- Los Kumbia Kings (skladatelj)
- Trey Lorenz (spremljevani vokalist)
- Guy Roche (producent, klaviature, sintetizator)
- Nathaniel »Mick« Guzaski (snemalec)
- Mario Luccy (inženir)
- Brian »Red« Moore (inženir, snemalec)
- Moana Suchard (inženir)

## Dosežki
| Datum          | Lestvica                   | Dosežek | Vir    |
| -------------- | -------------------------- | ------- | ------ |
| 5. avgust 1995 | Billboard 200              | 1       | [ 51 ] |
| 5. avgust 1995 | Billboard Latin Albums     | 1       | [ 52 ] |
| 5. avgust 1995 | Billboard Latin Pop Albums | 1       | [ 52 ] |

| Država                  | Prodaja ali poslani izvodi |
| ----------------------- | -------------------------- |
| Združene države Amerike | 1,620.800                  |

## Certifikacije
Opombe
Organizacija Recording Industry Association of America je že v začetku svojega delovanja ustvarila tudi certifikacijo »Oro y De Platino« za tiste albume, ki imajo 50% pesmi v španščini. Na začetku so bili pogoji za osvojitev certifikacije »Oro y De Platino« naslednji: 100 000 prodanih izvodov za zlato in 200 000 prodanih izvodov za platinasto. V februarju 2008 je organizacija Recording Industry Association of America zmanjšala pogoje za certifikacije za »Oro y De Platino«, in sicer na 50 000 prodanih izvodov za zlato in 100 000 prodanih izvodov za platinasto.
| Država/Regija           | Certifikacija                                | Prodaja   |
| ----------------------- | -------------------------------------------- | --------- |
| Združene države Amerike | 35x platinasta (tip certifikacije: Latinski) | 3.500.000 |
| Kanada                  | Zlata                                        | 50.000    |

## Nagrade in nominacije
| Nagrada                  | Leto | Kategorija                                    | Rezultat |
| ------------------------ | ---- | --------------------------------------------- | -------- |
| Premio Lo Nuestro Awards | 1995 | Ženska pop ustvarjalka leta                   | Da       |
| Tejano Music Awards      | 1995 | Ženska vokalistka leta                        | Da       |
| Tejano Music Awards      | 1995 | Ženska ustvarjalka leta                       | Da       |
| Tejano Music Awards      | 1995 | Tejanska pesem leta                           | Da       |
| Tejano Music Awards      | 1996 | Ženska ustvarjalka leta                       | Da       |
| Tejano Music Awards      | 1996 | Ženska vokalistka leta                        | Da       |
| Tejano Music Awards      | 1996 | Album leta – Vse zvrsti                       | Da       |
| Tejano Music Awards      | 1996 | Pesem leta za »Tu, Solo Tu«                   | Da       |
| Tejano Music Awards      | 1996 | Glasbeni dosežek leta                         | Da       |
| Tejano Music Awards      | 1996 | Tejanski singl leta za »I Could Fall in Love« | Da       |

### Ostali pomembnejši dosežki
| Predhodnik: Cracked Rear View od Hootie & the Blowfish | Billboard 200 - album na prvem mestu 5. avgust 1995 – 11. avgust 1995                          | Naslednik: E. 1999 Eternal od Bone Thugs N Harmony |
| Predhodnik: Amor Prohibido od Selene                   | Billboard Top Latin Albums - album na prvem mestu 5. avgust 1995 – 18. maj 1996 (prvi krog)    | Naslednik: Enrique Iglesias od Enriquea Iglesiasa  |
| Predhodnik: Vivir od Enrique Iglesiasa                 | Billboard Top Latin Albums - album na prvem mestu 12. april 1997 – 19. april 1997 (drugi krog) | Naslednik: Vivir od Enriquea Iglesiasa             |

## Zgodovina izidov
| Država                  | Datum              | Format                         | Založba                             |
| ----------------------- | ------------------ | ------------------------------ | ----------------------------------- |
| Združene države Amerike | 18. julij 1995     | Zgoščenka (standardna verzija) | EMI Records/EMI Latin               |
| Kanada                  | 18. julij 1995     | Zgoščenka (standardna verzija) | EMI Records/EMI Latin               |
| Nizozemska              | 18. julij 1995     | Zgoščenka (standardna verzija) | EMI Records/EMI Latin               |
| Tajska                  | 18. julij 1995     | Zgoščenka (standardna verzija) | EMI Records/EMI Latin               |
| Avstralija              | 18. julij 1995     | Zgoščenka (standardna verzija) | EMI Records/EMI Latin               |
| Nemčija                 | 18. julij 1995     | Zgoščenka (standardna verzija) | EMI Records/EMI Latin               |
| Francija                | 18. julij 1995     | Zgoščenka (standardna verzija) | EMI Records/EMI Latin               |
| Združeno kraljestvo     | 18. julij 1995     | Zgoščenka (standardna verzija) | EMI Records/EMI Latin               |
| Nova Zelandija          | 18. julij 1995     | Zgoščenka (standardna verzija) | EMI Records/EMI Latin               |
| Kolumbija               | 18. julij 1995     | Zgoščenka (standardna verzija) | EMI Records/EMI Latin               |
| Malezija                | 18. julij 1995     | Zgoščenka (standardna verzija) | EMI Records/EMI Latin               |
| Tajvan                  | 18. julij 1995     | Zgoščenka (standardna verzija) | EMI Records/EMI Latin               |
| Koreja                  | 18. julij 1995     | Zgoščenka (standardna verzija) | EMI Records/EMI Latin               |
| Ekvador                 | 18. julij 1995     | Zgoščenka (standardna verzija) | EMI Records/EMI Latin               |
| Španija                 | 18. julij 1995     | Zgoščenka (standardna verzija) | EMI Records/EMI Latin               |
| Japonska                | 18. julij 1995     | Verzija z dodatnimi pesmimi    | EMI Music Japan                     |
| Španija                 | 22. september 2002 | 20 let glasbe                  | EMI Latin Music                     |
| Združene države Amerike | 22. september 2002 | 20 let glasbe                  | EMI Latin Music                     |
| Kanada                  | 22. september 2002 | 20 let glasbe                  | EMI Latin Music                     |
| Francija                | 22. september 2002 | 20 let glasbe                  | EMI Latin Music                     |
| Nemčija                 | 22. september 2002 | 20 let glasbe                  | EMI Latin Music                     |
| Japonska                | 22. september 2002 | 20 let glasbe                  | EMI Music Japan/Toshiba EMI Limited |